# Francisco Navarro Navarro

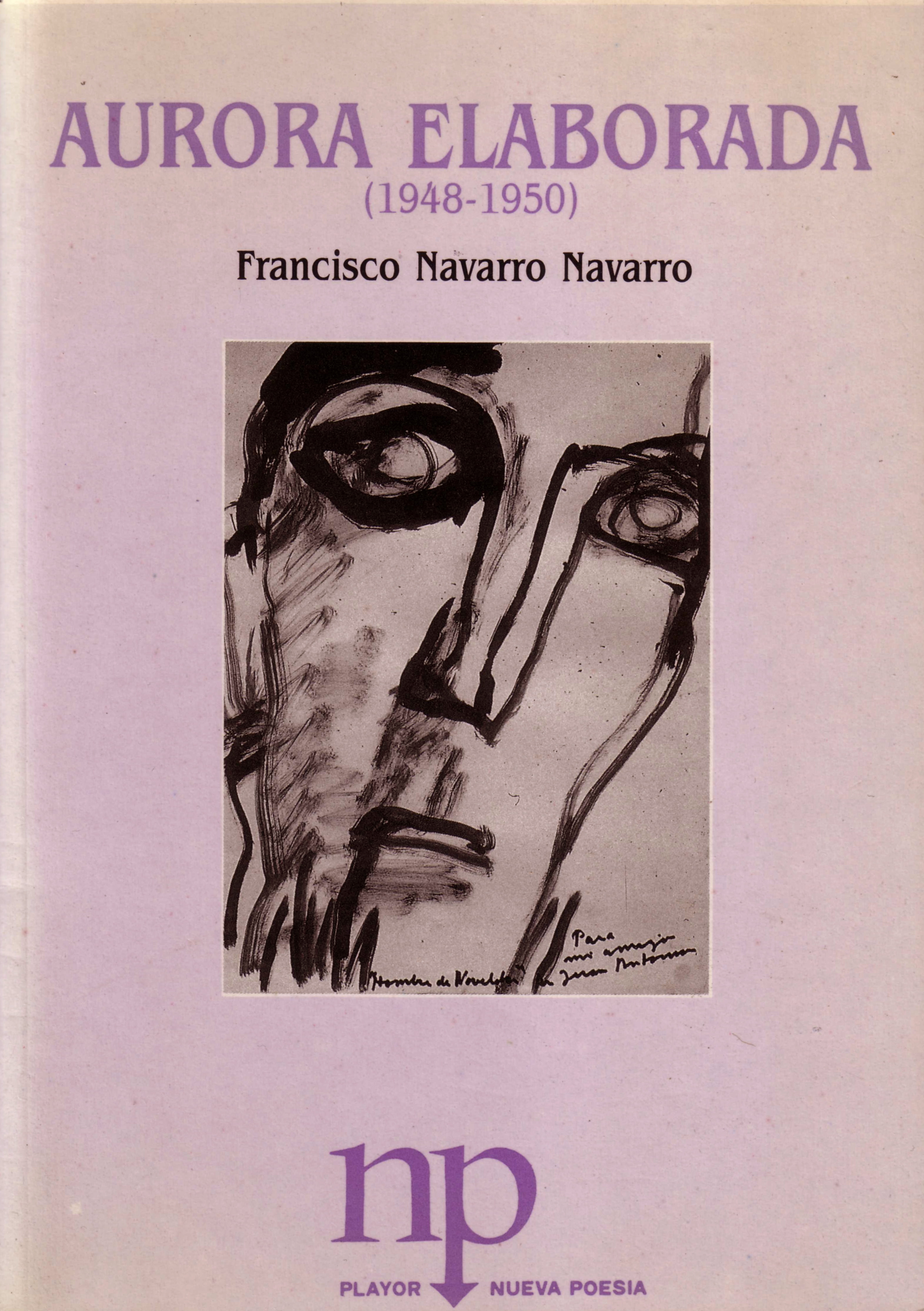
Portada del libro Aurora elaborada (Madrid, 1990).

Francisco Navarro Navarro (Novelda, Alicante, 1927—1953) fue un poeta español en lengua castellana. Lo prematuro de su fallecimiento hizo que el grueso de su obra haya sido publicado de manera póstuma.

## Biografía
Nacido en Novelda el 5 de febrero de 1927, cursó allí los estudios de primaria. Después de estudiar bachillerato en el Colegio de los Jesuitas de Orihuela, realizó estudios de Filosofía y Letras en las Universidades de Deusto, Murcia y Granada. No concluye esta carrera y en 1951 se traslada a Heidelberg (Alemania) para estudiar Teología en su Universidad. Enfermo, regresó a España cerca de las Navidades del año siguiente para fallecer en su ciudad natal el 24 de febrero de 1953 cuando contaba 26 años de edad. Por estilo literario y cronología (nacimiento y primeras publicaciones de sus poemas), se puede considerar al poeta, al menos, autor paralelo a la Generación del 50 o miembro menor de la misma. 
Si bien la revista anual noveldense Betania ya publicó en los años inmediatamente posteriores a su fallecimiento algunos poemas inéditos, la obra de Navarro Navarro ha crecido en reconocimiento con los años. Así, el poeta Francisco Pastor Pérez y el pintor Bengt Lindström le dedicaron en 1987 una de las cinco piezas a dúo de la Carpeta Novelda. Posteriormente, han aparecido ediciones que han tenido el prurito de comprender su obra completa. La madrileña Editorial Playor, en su colección "Nueva poesía", publica en 1990 el libro Aurora elaborada. Por su parte, la revista Betania y Aguado Editores publican en 2014 el conjunto de la obra de Navarro editada hasta ese momento en La primavera veinticinco y otros poemas, avisando de que algunos manuscritos inéditos acababan de salir a la luz sin haber sido incluidos. Una mezcla de reconocimiento artístico y recuerdo personal se plasmó en el homenaje que sus conciudadanos le dedicaron en 2008.

## Obra publicada en vida
- Aurora elaborada. Revista Alcalá (Madrid, 1952).
- Versos de juguete. Revista Alcalá (Madrid, 1952).
- La primavera veinticinco (Poema en tres movimientos: Preludio, Adagio y Fuga). Verbo n.º 28 (Alicante, 1953).

## Publicaciones póstumas
- Aurora elaborada. Editorial Playor. Prólogo de Javier Herrero y portada con la pintura dedicada por Bengt Lindström (Madrid, 1990). ISBN 84-359-0675-2
- La primavera veinticinco y otros poemas. Aguado Editores (Novelda, 2014). ISBN 978-84-932926-7-6

## [Llegó el tambor, a paso, entre las cañas...]

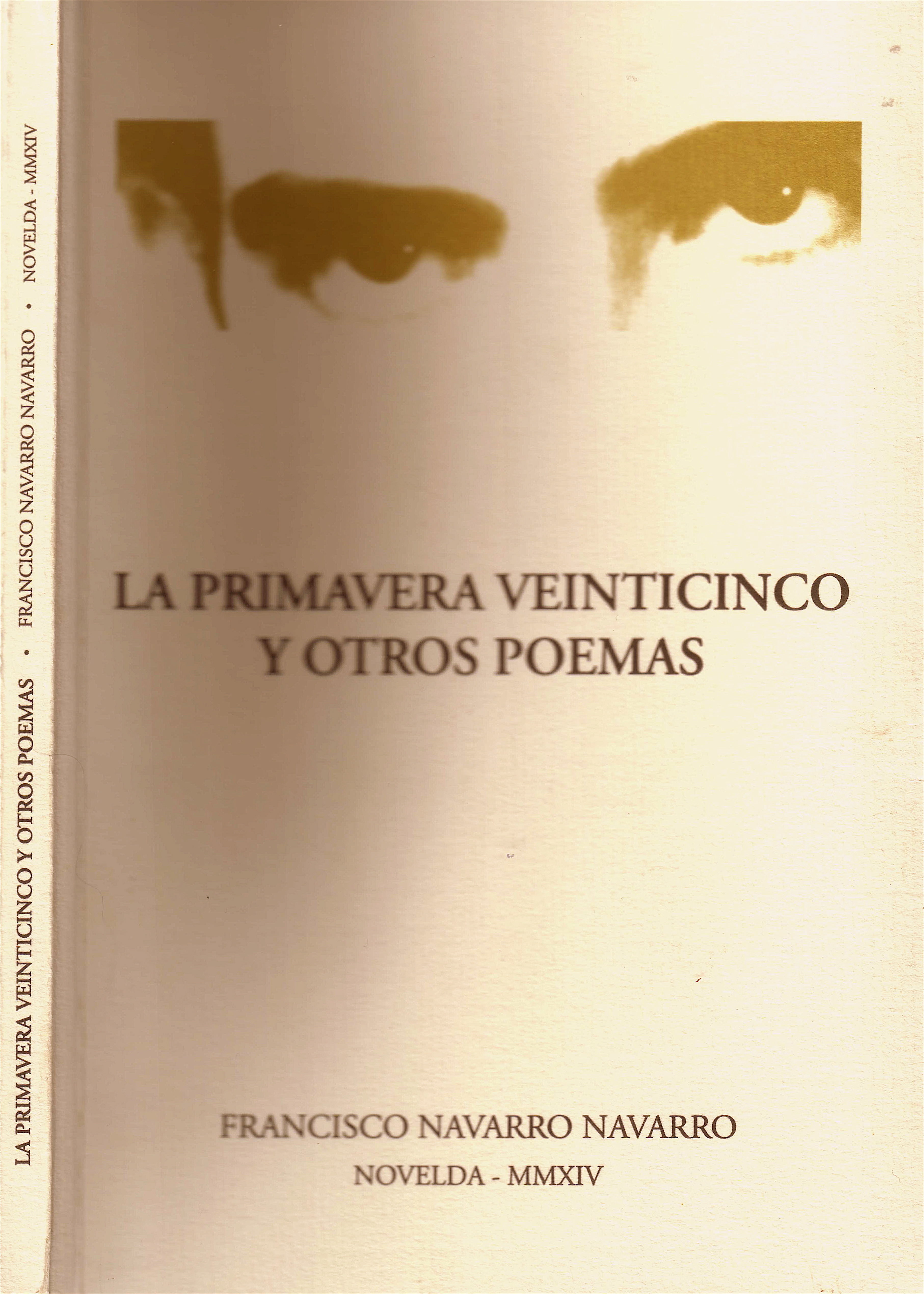
Portada de La primavera veinticinco y otros poemas. Poesía completa (2014)

Llegó el tambor, a paso, entre las cañas
y un preludio de garzas en triángulo.
La calabaza busca caminos de cerezo
o espera que espirales
endulcen de sonrisa en amarillo
los filos diametrales de la cruz.
El cielo ya navega, de nube en nube quieta,
a entera vela azul,
después del temporal de los zorzales:
pájaros nublados de olivares, nublos.
También se hicieron golondrinas a la mar:
campos de luz, vanguardia de corbillas...

(Fragmento inicial de La primavera veinticinco. Firmado en Lübbecke, Pascua de Resurrección, 1952.)